# 一関バイパス
一関バイパス（いちのせきバイパス）は、岩手県内を通る国道4号のバイパス道路である。

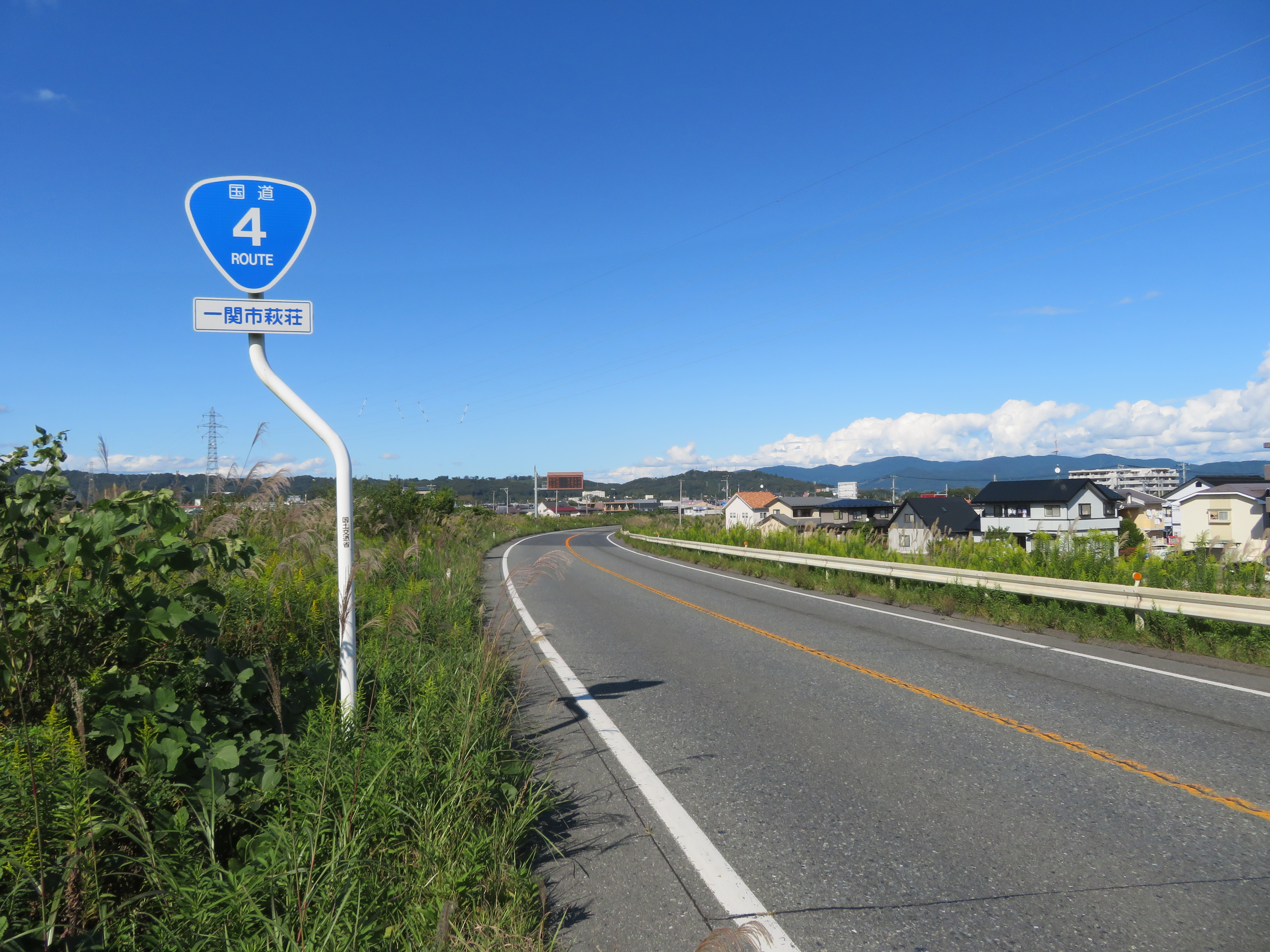
岩手県一関市萩荘付近

## 概要
全区間片側1車線（国道342号と重複する一関市山目字十二神と一関インター口の間のみ片側2車線）。南側はすぐ宮城県栗原市との県境である。一関は平地が少ない事から、当バイパスは切通し区間が多い。
旧道は岩手県道260号一関平泉線に認定されている。

### 路線データ

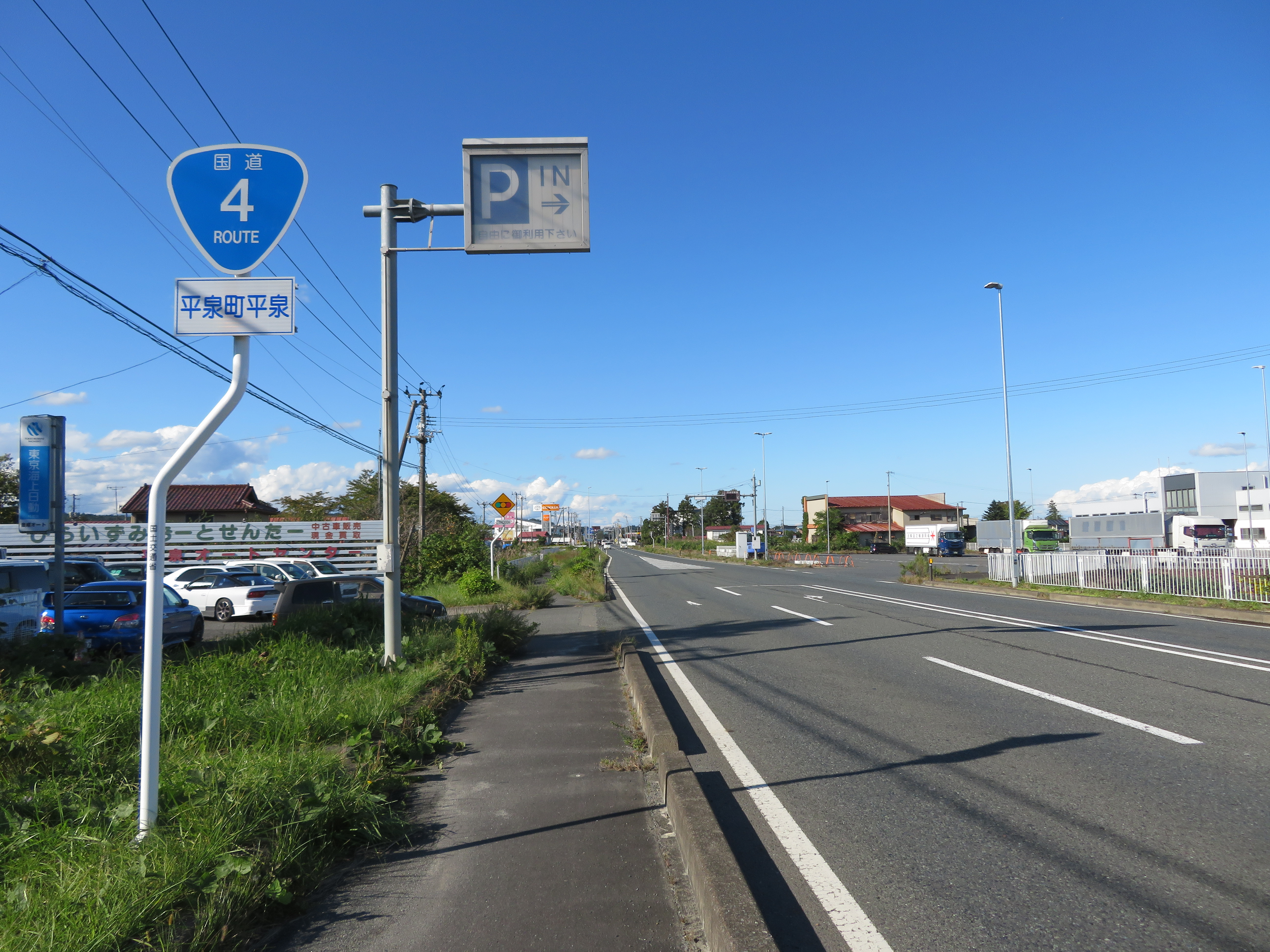
岩手県平泉町平泉付近

- 起点：岩手県一関市真柴字要害（JR東北本線真柴陸橋南側）
- 終点：岩手県西磐井郡平泉町平泉字佐野（平泉バイパス南口）

## 歴史
- 1971年8月：工事着手
- 1979年6月：全線開通

## 地理

### 交差する主な道路
- 交差方式の特記がないものは平面交差。

| 交差点名または交差施設名       | 交差方式     | 交差路線名                      | 交差路線名              |
| ------------------------------ | ------------ | ------------------------------- | ----------------------- |
| 国道4号 大崎・栗原方面         |              |                                 |                         |
|                                |              | 岩手県道260号一関平泉線         | −                       |
| 真柴跨線橋                     | オーバーパス | JR東北本線                      | 岩手県道260号一関平泉線 |
| 高梨                           |              | 国道457号                       | 国道284号               |
| 十二神                         |              | 国道342号（一関市街方面）       | 一関市道                |
| 大槻                           |              | 国道342号（十文字・東成瀬方面） | 岩手県道14号一関北上線  |
| 一関バイパス北口               |              | 岩手県道260号一関平泉線         | −                       |
| 国道4号 北上・奥州（水沢）方面 |              |                                 |                         |

## 交通量
国土交通省道路局平成17年度道路交通センサスより
平日24時間交通量（台）
- 一関市山目字十二神：20,601